# Бас-гітара
Бас-гітара (або просто бас) — струнно-щипковий музичний інструмент, який використовують для гри в басовому діапазоні. Бас-гітара є інструментом для створення ритму разом із барабанами, тож бас є необхідною частину будь якого музичного колективу. На бас-гітарі грають переважно пальцями, або медіатором.
Бас схожий за формою на гітару, але при цьому це зовсім різні інструменти, і називати бас-гітару просто гітарою є дуже не коректно. Відмінність між формами цих інструментів є масивний корпус і гриф на бас-гітарі, а також більша мензуру. Зазвичай на бас-гітарі використовують 4 струни, але існують також бас-гітари з більшою кількістю струн. 4-струнна бас-гітара налаштовується по квартах від мі-контроктави, в унісон з контрабасом, і на одну октаву нижче від 4 нижніх струн електрогітари. Стандартний стрій бас-гітари E A D G (мі ля ре соль). У 5-струнному басі B E A D G (сі мі ля ре соль). Для електричної бас-гітари потрібне підключення до комбо-підсилювача для гри, але існують акустичні бас-гітари, які не потребують підключення до підсилювача та за звуком ще більш нагадують контрабас.
Починаючи зі своєї появи в 1950-х роках, бас-гітара практично повністю замінила контрабас в музиці як інструмент ритмічної групи. Крім цього, бас-гітара стала важливим елементом більшості сучасних музичних жанрів, причому в кожному з них може бути різна техніка виконання, лад і кількість струн.

## Історія бас-гітари

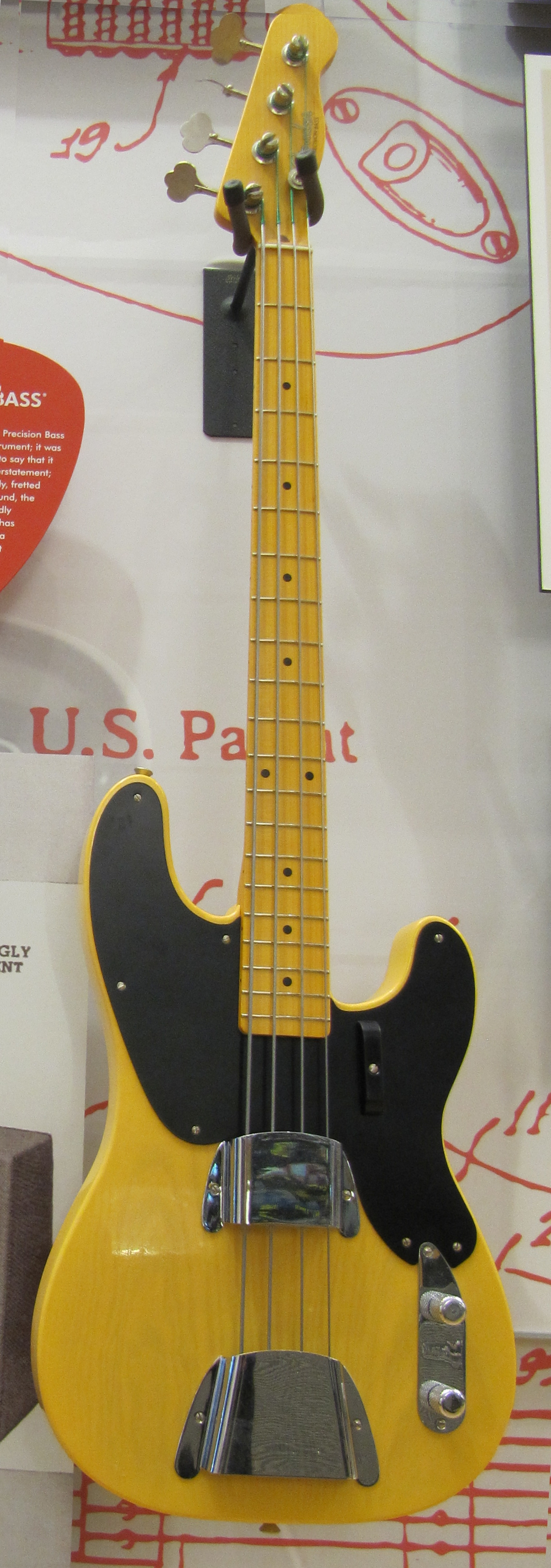
Рання версія бас-гітари Fender Precision Bass

До винаходу бас-гітари основним басовим інструментом виступав контрабас — найбільший акустичний інструмент з сімейства скрипок, не рахуючи октобаса. Цей інструмент поряд з достоїнствами володів також рядом характерних недоліків, що ускладнюють його широке застосування в ансамблях популярної музики початку XX століття — великі розміри, велика маса, вертикальне підлогове виконання, відсутність ладів на грифі, короткий сустейн, порівняно невеликий рівень гучності, а також досить важкий запис через характеристику динамічного діапазону.
Набираюча популярності в 1920-х — 1930-х роках популярність джазової музики, поширення автомобільного транспорту, що збільшує мобільність ансамблів, а також поява технології електронного підсилення звуку породили потребу в басовому інструменті, позбавленому недоліків контрабаса. В цей період часу багато фірм, що виробляють музичні інструменти, почали експерименти над створенням такого інструменту. На жаль, ці спроби не були успішними.
Серед винаходів того часу слід згадати бас-мандоліну Гібсон Мандо-бас (Gibson Style J Mando bass), вироблена фірмою «Gibson» з 1912 по 1930 роки, а також інструмент американського музиканта і підприємця Пола Тутмарка — електронний бас Аудіовокс № 736 (Audiovox # 736 Electronic Bass), створений ним в 1936 році, який містить багато рис сучасної бас-гітари, наприклад, суцільний дерев'яний корпус, горизонтальне розташування інструменту при грі і ладові поріжки. Існує також контрабас-балалайка, але через великий розмір її використовували (і використовують) ще рідше, ніж контрабас.
У 1951 році американський винахідник і підприємець Лео Фендер, засновник фірми Fender, випустив бас-гітару Fender Precision Bass, розроблену ним на основі його електрогітари Fender Telecaster. Інструмент отримав визнання і швидко завоював популярність. Ідеї, закладені в його конструкції стали фактичним стандартом для виробників бас-гітар, а вираз «бас фендер» на довгий час став синонімом для бас-гітари взагалі. Пізніше, в 1960 році, Фендер випустив ще одну, вдосконалену модель бас-гітари — Fender Jazz Bass, популярність якої не поступається Precision Bass.
Деякий час фірма «Fender» домінувала на ринку бас-гітар, поки конкуруючі фірми розробляли і випускали свої варіанти. Один з ранніх варіантів бас-гітари — випущена в 1955 році німецькою фірмою Höfner електроакустична бас-гітара 500/1 (Höfner 500/1), що має форму скрипки. Пізніше ця модель стала широко відомою завдяки тому, що її обрав основним інструментом Пол Маккартні, бас-гітарист групи «Бітлз». У 1950-х роках свої моделі бас-гітар випустили багато виробників музичних інструментів, включаючи фірму Gibson, що випустила басові версії своїх електрогітар Gibson SG і Gibson Les Paul.
З 1960-х років з появою рок-музики, бас-гітара стає все поширенішим інструментом. Виникають нові різновиди — з'являються електроакустична бас-гітара і безладова, збільшується число струн, з'являються гітари з вбудованою активною електронікою, здвоєними і троїстими струнами і без голови грифа. Розвивається також і техніка гри на бас-гітарі — від гітари запозичується теппінг, бенд, з'являються також специфічні басові техніки, такі як слеп і гра флажолетами.

## Особливості
Основна область застосування бас-гітари — сучасна популярна, рок та джазова музика. В класичній музиці бас-гітарк використовують рідше ніж звичайу шестиструнну гітару. Роль бас-гітари в ансамблі також відрізняється від ролі звичайної гітари — бас-гітару частіше використовують для акомпанементу і ритмічної підтримки, ніж як сольний інструмент.
Звучить бас-гітара на октаву нижче звичайної. Вона повністю симетрична (тобто кожна наступна відкрита струна відбудовується на кварту нижче попередньої), таким чином стандартне налаштування бас-гітари збігається з ладом чотирьох басових струн звичайної гітари, тільки на одну октаву нижче (налаштування бас-гітари збігається з налаштуванням контрабаса). Рахуючи від першої струни: Соль (G), Ре (D), Ля (A), Мі (E). В 5-струнної бас-гітари додається п'ята струна: Соль (G), Ре (D), Ля (A), Мі (E), Сі (B), а в 6-струнної перша струна: До (С), Соль (G), Ре (D), Ля (A), Мі (E), Сі (B). Існують бас-гітари і з більшою кількістю струн, проте вони не є масовими і популярними інструментами, а швидше спеціалізованими для певних технік гри.
Діапазон звичайної 4-струнної бас-гітари в класичному ладі становить трохи більше трьох октав — від мі-контроктави до соль першої октави.
На відміну від інших різновидів гітар, бас-гітара має наступні конструктивні особливості, обумовлені необхідністю отримати нижчий діапазон звучання:
- великі розміри;
- збільшена мензура — 864 мм (34 ") проти 650 мм у класичної гітари;
- товстіші струни;

Історично бас-гітара вперше з'явилася у вигляді електробаса і тільки потім був створений акустичний варіант, на відміну від гітари, де все було навпаки — спочатку виникнення акустичної гітари, а потім перетворення її в електрогітару.

## Безладова бас-гітара
Безладові баси мають особливе звучання, оскільки через відсутність ладів струну доводиться притискати прямо до поверхні накладки. Струна, торкаючись грифа, видає деренчливий звук, нагадуючи звучання контрабаса з використанням техніки піцикато.
Безладовий бас дозволяє басисту використовувати такі музичні прийоми, як глісандо, вібрато. Деякі бас-гітаристи використовують на своїх виступах як ладові, так і безладові бас-гітари, відповідно до композицій, які вони виконують. Незважаючи на те, що безладовий бас частіше використовують у джазі і його різновидах, на ньому також грають і музиканти інших напрямків.
Перший безладовий бас був зроблений в 1961 році Біллом Вайменом, який вийняв з дешевої бас-гітари лади. Вперше безладовий бас був поставлений на виробництво в 1966 році, це був Ampeg AUB-1. А Фендер почав виробництво безладових басів тільки в 1970 році. На початку 1970-х бас-гітарист Джако Пасторіус створив власний безладовий бас, видаливши ладові поріжки у Fender Jazz Bass, заповнивши щілини замазкою з дерева і покривши гриф епоксидною смолою.
Струни з плоскою обмоткою (які використовують для контрабасів) іноді використовують для безладового баса, оскільки такі струни менше псують накладку грифа. У деяких бас-гітар накладка покрита епоксидною смолою, що робить накладку довговічнішою, збільшує сустейн і дає яскравіше звучання. У деяких безладових басів є лінії-орієнтири, які відзначають лади, в той час як у інших є тільки позначки збоку грифа.
Хоча переважно бас-гітари чотириструнні, також бувають п'яти-, шести- і навіть семиструнні баси. Безладові баси з більш ніж семи струнами теж існують, але зазвичай вони робляться на замовлення.

## Техніка гри на бас-гітарі
Більшість гітарних прийомів і способів звуковидобування застосовуються також і на бас-гітарі. Деякі прийоми більше підходять для використання на бас-гітарі, також є і не підходящі для бас-гітари способи гри.
Грають на бас-гітарі стоячи або сидячи, розташування гітари при цьому не відрізняється від звичайного. Басисти, що перейшли на бас-гітару з контрабаса при грі стоячи іноді можуть використовувати вертикальне розміщення бас-гітари, пропустивши ремінь між ніг. В такому розміщенні положення рук більш нагадує гру на контрабасі.
Зазвичай на бас-гітарі звуковидобування відбувається трьома основними способами: щипок пальцями, щипок медіатором і слеп. Ці способи розрізняються тембровим забарвленням, характеристикою звуку, складністю виконання і освоєння, рівнем контролю, а також поширеністю в тому чи іншому стилі або жанрі музики.
Щипок пальцями є найпоширенішим і найуніверсальнішим способом звуковидобування. Підходить він практично для будь-якого стилю музики. Характеризується порівняно м'яким тембровим забарвленням, з перевагою низьких частот, м'якою атакою і тривалим плато (сустейном) звуку. Через необхідність додання більшого ніж на звичайній гітарі зусилля, щипок на бас-гітарі практично завжди виконується з опорою на сусідню струну, тобто способом «апояндо».
Щипок медіатором також є досить поширеним способом звуковидобування. Найчастіше застосовується у рок-музиці. Вважається простішим в освоєнні, особливо для гітаристів. У порівнянні з щипком пальцями, звук при добуванні медіатором виходить з більш різкою атакою, в тембровому забарвленні більш яскраво виражені середні і високі частоти. Також звуковидобування медіатором дозволяє легше домогтися рівномірної гучності звуку, знижуючи необхідність в корекції динамічного діапазону бас-гітари.
Слеп є специфічним способом звуковидобування, при якому струна починає звучати від удару об ладові поріжки. Творцями цієї техніки вважаються Луіс Джонсон — віртуоз-самоучка, і інший видатний басист Ларрі Грейем, що відкрили цю техніку незалежно один від одного. Слеп побудований на комбінації ударів і щипків пальцями правої руки, при цьому струни б'ються об лади грифа, видаючи гучний, дзвінкий звук. Завдяки цій техніці бас частково бере на себе функцію барабанів за рахунок різкої атаки звуку і можливості яскраво акцентувати практично будь-які ритмічні малюнки. Відрізняється дуже різкою атакою звуку, з нетривалим плато, яскравим, дзвінким тембровим забарвленням з перевагою середніх і високих частот, а також широким динамічним діапазоном, який як правило доводиться звужувати за допомогою компресора. Слеп набув найбільшого поширення в музичному стилі «фанк», де широко застосовуються складні ритмічні малюнки, для підкреслення і виділення яких як раз і застосовується слеп.
Більш товсті гітарні струни мають набагато краще помітні на слух натуральні і штучні флажолети, що дозволяє використовувати їх набагато ширше, ніж при грі на звичайній гітарі.